# Traditionsverband ehemaliger Schutz- und Überseetruppen

Verbandsflagge

Der Traditionsverband ehemaliger Schutz- und Überseetruppen – Freunde der früheren deutschen Schutzgebiete e. V. wurde am 3. Juni 1956 als Dachorganisation der nach dem Zweiten Weltkrieg wieder entstandenen Kameradschaften der kaiserlichen Schutztruppen in Deutschland und dem ehemaligen Deutsch-Südwestafrika sowie in den anderen deutschen Kolonien gegründet. Eine der Vorläuferorganisationen war der Deutsche Kolonialkrieger-Bund.

## Struktur und Geschichte
Die Wurzeln des Verbandes reichen bis in das Jahr 1896 zurück, als in Berlin erstmals ein Verein ehemaliger Kameraden der afrikanischen Schutztruppen gegründet wurde.
Ursprünglich wurden ausschließlich Angehörige der ehemaligen Schutz- und Überseetruppen als Mitglieder akzeptiert, um „… die in einer vergangenen Zeit gemeinsamer Leistungen und Opfer in einer fernen Welt von Palmen, Steppen und Wüsten erlebte Kameradschaft weiter zu pflegen.“
1983 wurde der Vereinsname durch den Zusatz Freunde der früheren deutschen Schutzgebiete ergänzt, um deutlich zu machen, dass jedermann Mitglied des Verbandes werden kann.
Heute sind neben Angehörigen ehemaliger Soldaten und Bewohnern der früheren deutschen Kolonien in Afrika, in der Südsee oder Ostasien viele jüngere Menschen mit Interesse an der Geschichte der einstigen deutschen Kolonien Mitglieder des Verbandes. Das Mitgliedsabzeichen ist ein stilisierter Schutztruppenhut; Verbandsfahne die Petersflagge, der Vereinssitz ist in Hamburg.

## Satzungsmäßige Aufgaben
Der Verband bekennt sich zum Grundgesetz der Bundesrepublik Deutschland und zum Selbstbestimmungsrecht der Völker. Er ist parteipolitisch neutral. In seiner Satzung hat er sich mit besonderem Bezug auf die ehemaligen Deutschen Kolonien folgende Aufgaben gestellt:
- Verbreitung landeskundlicher und historischer Kenntnisse
- Förderung historischer Forschungen
- Korrektur wahrheitswidriger Darstellungen
- Bewahrung des Andenkens der Kriegsopfer
- Einsatz für die Pflege von Denkmälern
- Förderung der Völkerverständigung

Der Traditionsverband organisiert Spendenaktionen für verschiedene humanitäre Hilfsaktionen in den ehemaligen Deutschen Kolonien, unterstützt die Denkmal- und Grabpflege und die kolonialhistorische Forschung, unter anderem durch die Veranstaltung von Fachtagungen. Er ist als gemeinnützig durch die deutschen Finanzbehörden anerkannt.

## Kritik
Kritiker werfen dem Verband vor, die deutsche Kolonialgeschichte apologetisch zu verherrlichen und die mit ihr verbundenen Verbrechen zu verharmlosen sowie in Teilen zu leugnen.

## Regelmäßige Veröffentlichungen
- Nachrichtenblatt (Verbandsinterna für Mitglieder)
- Mitteilungsblatt (kürzere kolonialgeschichtliche Aufsätze)
- Beiträge zur Deutschen Kolonialgeschichte (Hefte mit Einzelarbeiten)
- Internet-Magazin auf der Website (kürzere kolonialgeschichtliche Aufsätze)